# Saison cyclonique 2002 dans l'océan Atlantique nord
La saison cyclonique 2002 dans l'océan Atlantique nord commence officiellement le 1er juin et se finit le 30 novembre 2002. Ces dates conventionnelles délimitent la période durant laquelle il est le plus probable qu'un cyclone tropical se forme. Dans les faits, cette saison est étriquée, et son activité est concentrée sur les mois d'août et septembre. La saison a été moins dévastatrice que prévu, causant des dégâts estimés à plus de 2,6 milliards de dollars et 23 blessés, principalement à la suite du passage d'Isidore et de Lili. En septembre, l'ouragan Gustav se dirige vers la Nouvelle-Écosse alors qu'il rétrograde en cyclone extratropical, frappant la région avec de très fortes rafales de vent durant plusieurs jours. Isidore frappe la péninsule du Yucatán et plus tard les États-Unis, causant au total 900 millions de dollars de dégâts, et tuant sept personnes. De nombreuses autres tempêtes ont également frappé durant le mois d'août et de septembre. Durant le début du mois d'octobre l'ouragan Lili frappe la Louisiane, où 860 millions de dollars de dégâts ont été constatés et 15 personnes tuées ont été dénombrées.

## Bilan

L'indice évaluant l'Oscillation multidécennale Atlantique. Une phase positive est présente depuis 1995, avec quelques pointes négatives début 2000, durant l'hiver 2000, l'hiver 2001 et l'été 2002.

La saison a été plutôt inactive, avec 12 systèmes nommés, 4 ouragans dont 2 ouragans majeurs. Cette activité plutôt faible peut être comprise en considérant différents phénomènes climatiques. 
Un élément de compréhension particulier est l'Oscillation atlantique multidécennale, qui est en phase positive depuis 1995. De manière inattendue, elle a connait une courte phase négative durant le début de saison. Elle a ainsi occasionné une baisse de la température de surface de la mer couplée à une hausse de la pression moyenne dans l'Atlantique nord. Ceci est défavorable à la cyclogénèse. Une autre oscillation, l'El Niño - Southern Oscillation était en phase positive durant la saison 2002. Habituellement, un événement El Niño, la phase positive de l'El Niño - Southern Oscillation, contribue à réduire sensiblement l'activité cyclonique dans l'Atlantique nord en augmentant fortement le cisaillement de vent. La dernière oscillation majeure qui semble avoir joué un rôle est l'Oscillation quasi biennale. Elle est restée en phase d'ouest durant la saison, ce qui contribue à augmenter l'activité cyclonique, mais surtout sous les tropiques,. Ainsi, de manière très générale, la saison est plutôt inactive mais sans excès. Une bonne part de l'activité se concentre dans l'Atlantique subtropical, au nord de la latitude 23°5 nord, et a contribué à soutenir une saison difficile sous les tropiques.
Seulement trois cyclones tropicaux ont pour origine une onde tropicale et se sont développés sous les tropiques, à savoir la tempête tropicale Dolly, l'ouragan Isidore et l'ouragan Lili. L'activité de la saison a donc été déplacée par la force des choses vers le Nord,.
Les États-Unis, à la différence de la Saison cyclonique 2000 dans l'océan Atlantique nord et de la Saison cyclonique 2001 dans l'océan Atlantique nord, connurent un grand nombre d'échouages. Ainsi, six cyclones au stade de tempêtes tropicales ont touché leur sol, à savoir la tempête tropicale Bertha, la tempête tropicale Edouard, la tempête tropicale Fay, la tempête tropicale Hanna, l'ouragan Isidore et l'ouragan Kyle. De même, pour la première fois depuis 1999 et l'ouragan Irene, un ouragan, Lili,  a touché leur sol. 

### Description
Aucun cyclone tropical durant le mois de juin. Dans l'Atlantique, il se trouve un cyclone tropical en juin tous les deux ans en moyenne. La saison commence le 14 juillet, avec la tempête tropicale Arthur, ce qui est proche de la moyenne climatologique.
Durant le mois d'août, Bertha, Cristobal, et Dolly se sont formés. Le mois ne fut pas pour autant actif, ces trois cyclones tropicaux restant de faibles tempêtes tropicales. Septembre se démarque au contraire par un record, avec 8 cyclones nommés en un mois, record pour un mois de septembre mais aussi pour tout mois confondus, à égalité avec septembre 2007 et août 2004. Fay commence le mois, puis Gustav devient le premier ouragan le 11 septembre, ce qui est tardif. Il faut remonter à 1941  pour trouver plus tardif.  Une autre particularité, Isidore, cyclone le plus intense avec 934 hPa relevé en son centre le 22 septembre, restera cependant un ouragan de catégorie 3. Il deviendra ainsi le cyclone le plus creux n'ayant pas atteint la catégorie 4. À l'opposé, Lili avec un minimum de 938 hPa atteindra la catégorie 4. 
Kyle aura une longévité exceptionnelle de 22 jours, ce qui fait cet ouragan le quatrième en termes de durée de vie. Lili, dernier cyclone nommé, se forme le 21 septembre, ce qui reste un événement rare. La tempête se dissipera le 4 octobre. Ce mois de septembre actif s'explique par la possible influence d'une phase humide de l'Oscillation de Madden-Julian et un retour de l'Oscillation multidécennale atlantique en phase positive. Pour autant, l'activité du mois se concentre au nord du 25°N. 
Un dernier système, la dépression tropicale 14, clôtura cette saison 12 jours plus tard, se dissipant le 16 octobre. L'intensification de l'épisode El Niño, le maintien de conditions fraîches sous les tropiques, puis le début de la saison froide dans l'Hémisphère Nord, abrègeront cette saison. 

### Noms des tempêtes 2002
La liste des noms utilisée pour nommer les tempêtes et les ouragans pour 2002 était exactement la même que celle de 1996, à l'exception de Cristobal, Fay et Hanna qui remplacent Cesar, Fran, et Hortense. À la suite des dégâts importants qu'ils ont causés et selon la tradition, les noms Isidore et Lili ont été retirés pour être remplacés par Ike et Laura en 2008. Cristobal, Fay, et Hanna sont utilisés pour la première fois lors de cette année 2002.
| TT | Arthur    |
| TT | Bertha    |
| TT | Cristobal |

| TT | Dolly   |
| TT | Edouard |
| TT | Fay     |

| DT | Sept   |
| 2  | Gustav |
| TT | Hanna  |

| 3  | Isidore   |
| TT | Josephine |
| 1  | Kyle      |

| 4  | Lili     |
| DT | Quatorze |

| TT | Arthur    |
| TT | Bertha    |
| TT | Cristobal |

| TT | Dolly   |
| TT | Edouard |
| TT | Fay     |

| DT | Sept   |
| 2  | Gustav |
| TT | Hanna  |

| 3  | Isidore   |
| TT | Josephine |
| 1  | Kyle      |

| 4  | Lili     |
| DT | Quatorze |

### Classification selon l'énergie des systèmes
| 1               | 17.81 | Isidore | 7  | 1.77 | Edouard   |
| 2               | 16.46 | Lili    | 8  | 1.57 | Cristobal |
| 3               | 14.44 | Kyle    | 9  | 1.53 | Arthur    |
| 4               | 3.94  | Dolly   | 10 | 1.33 | Fay       |
| 5               | 3.63  | Gustav  | 11 | 0.61 | Josephine |
| 6               | 1.81  | Hanna   | 12 | 0.25 | Bertha    |
| Total=62,5 (63) |       |         |    |      |           |

Le tableau de droite montre l'énergie des systèmes de 2002 selon l'algorithme Accumulated Cyclone Energy (ou ACE) du National Weather Service qui est en gros une mesure de l'énergie dégagée instantanément multipliée par sa durée de vie. La faible énergie est dissipée durant cette saison par les différents systèmes, aucun ne dépassant les 20x104 nœuds2. Ceci est lié à la faible durée de vie des cyclones de la saison cyclonique 2002, et également au fait que de nombreux systèmes gardèrent le statut de tempête tropicale. Seul Kyle, de par sa longévité remarquable, fait exception, bien qu'elle n'ait jamais dépassé la catégorie 1. Le total pour la saison 2002 est de 62,5x105 nœuds2, soit environ 73 % de la moyenne sur le long terme. 

### Chronologie des événements
* Ces noms ont été retirés de la liste de l'Organisation météorologique mondiale.

## Cyclones tropicaux

### Tempête tropicale Arthur
Arthur s'est formé à partir d'un creux de surface associé à un front froid dégénéré détecté à partir du 9 juillet. Le 14 juillet, la convection est suffisamment organisée pour que naisse la première dépression tropicale. Elle sera nommée le lendemain. Il s'intensifiera lentement pour atteindre le 16 son pic d'intensité des vents soutenus à 50 nœud, mais aura une vie tropicale éphémère. Dès le 17, la tempête a perdu ses caractéristiques tropicales et menace la Nouvelle-Écosse en tant que cyclone extratropical. La tempête ne fera aucune victime, ni aucun dégât.

### Tempête tropicale Bertha
Un vaste creux barométrique est présent du centre nord du Golfe du Mexique à l'Atlantique. Ce creux donnera naissance à Bertha du côté du Golfe du Mexique, et à Cristobal du côté de l'Atlantique. Le 4 août, la deuxième dépression tropicale est identifié. Quelques heures plus tard, elle sera nommée Bertha, mais touchera aussitôt terre en Louisiane, au sud de la Nouvelle-Orléans. Elle redevient alors une dépression tropicale. Poussé par une crête anticyclonique se déployant sur le centre des États-Unis, Bertha prend une direction Sud Sud Ouest. Elle survit à l'état de dépression tropicale en persistant dans cette direction, avant de toucher une seconde fois terre au Texas au sud de Corpus Christi. Les dommages sont mineures, quelques centaines de milliers de dollars, mais une victime par noyade a été signalée en Floride. 

### Tempête tropicale Cristobal
Un vaste creux barométrique est présent du centre nord du Golfe du Mexique à l'Atlantique. Ce creux donnera naissance à Bertha du côté du Golfe du Mexique, et à Cristobal du côté de l'Atlantique. Le 5 août, la troisième dépression tropicale est identifiée au large de la Caroline du Sud. Elle se dirige lentement vers le Sud Est. Cependant, le cisaillement du vent associé à un air environnement sec gêne l'intensification de Cristobal, qui n'est officiellement nommé que le 7 août. Le 8 août, les conditions sont si défavorables que Cristobal tourne brusquement au Nord Est. L'accélération de la tempête induit une accélération des vents, qui connaissent alors les valeurs les plus soutenus, mais n'empêche pas la dislocation et l'absorption de Cristobal dans un système frontal le soir même et le lendemain. Après sa dissipation, celui-ci provoquera néanmoins en tant que système extratropical quelques dégâts. Des pluies importantes toucheront les Bermudes, et des vagues emporteront trois personnes à Long Island. 

### Tempête tropicale Dolly
Doly est perçue comme étant la première "vraie" tempête tropicale. En effet, elle se forme en plein Atlantique par 9°5 de latitude Nord à partir d'une onde tropicale qui a quitté la côte africaine le 27 août. Le 29 août se développe la quatrième dépression qui s'intensifie rapidement. Nommée quelques heures plus tard, la tempête atteint son intensité maximale le 30 août. Malgré des conditions favorable à une poursuite de son intensification, Dolly restera une faible tempête tropicale. Elle tourne progressivement vers le Nord, glissant sur le flanc Sud  de l'anticyclone des Acores. Le 4 septembre, sous l'effet du cisaillement du vent, Dolly se dissipe. Ni victimes ni dégâts seront rapportés. 

### Tempête tropicale Edouard
Les restes d'une zone frontale forme une perturbation d'origine non tropicale à l'Est des Bahamas dans les derniers jours d'août. La cinquième dépression se forme au Nord des Bahamas à partir de cette perturbation le 1er septembre. Malgré des conditions défavorables, le cyclone prend de l'importance. Le 2 septembre, Edouard est nommé et part alors dans une boucle dans le sens horaire pour se diriger vers la Floride. Le 3 septembre, la tempête est à son maximum d'intensité. Mais les conditions restent défavorables, et Edouard s'affaiblit progressivement. Il touche terre près de Ormond Beach le 5 septembre. Redevenu une dépression tropicale, il émerge dans le Golfe du Mexique avant que ses restes ne soient absorbés par Fay le 6. Aucune victime ne fut rapportée. Aucune estimation chiffré des dégâts n'a été établie, les précipitations restant peu importantes. 

### Tempête tropicale Fay
Une large dépression d'altitude associée à d'importants développements orageux prend place durant les premiers jours de septembre au Nord-Ouest du golfe du Mexique. Le 5 septembre, la dépression devient la dépression tropicale six. Le cyclone se développe rapidement, et le nom de Fay lui est attribué le 6. Elle continue son renforcement, mais son déplacement globalement orienté vers l'Ouest l'amène à toucher rapidement terre, l'affaiblissant rapidement. Fay débarquera ainsi près de Port O'Connor à son maximum d'intensité sans avoir pu devenir un ouragan. Les restes de Fay produiront 6 tornades et des pluies torrentielles au Texas et au Mexique. Les dégâts qui lui sont associés sont relativement peu importants, estimés à 4,5 millions de dollars. Aucune victime n'a été attribuée à Fay.

### Dépression tropicale Sept
Une onde tropicale venu de la côte Ouest de l'Afrique se déplace vers l'Ouest durant les premiers jours de septembre. Le 7 septembre, elle est suffisamment organisée pour être la septième dépression de la saison. Mais les conditions sont défavorables, et après avoir soutenu des vents de 30 nœuds le 7, elle se désagrégera le lendemain. 

### Ouragan Gustav
Entre les Bermudes et les Bahamas s'organise à partir du 6 septembre une zone de pluie associé à une dépression d'altitude. La convection s'amplifie progressivement pour former le 8 une tempête subtropicale, et le nom de Gustav lui est donné. C'est la première fois qu'un cyclone subtropicale est nommé. Auparavant, aucun nom leur était donné. Cependant, Gustav acquiert plus de caractéristiques tropicales, et le 10 il est reclassé en tempête tropicale. Il a durant cette période un mouvement général orienté vers le Nord Ouest et il menace la Caroline du Nord. Le 10 septembre, Gustav tourne en direction du Nord Est et évite ainsi au dernier moment la Caroline du Nord. Se situant alors au-dessus du Gulf Stream, il s'intensifie et devient ouragan le 11, de catégorie 2 quelques plus tard. Cette date de formation du premier ouragan de la saison est tardive, et ne c'était plus vu depuis 1941. Il touche alors terre près de Kelpy Cove à son pic d'intensité, puis une seconde fois près de Rose Blanche Harbour le Cou, non loin de Port-aux-Basques. Il est alors situé à plus de 45° de latitude Nord, et perd rapidement ses caractéristiques tropicales. Il se dissipera quelques jours plus tard. En Caroline du Nord, la mer déchaînée tuera une personne, tandis que la façade Atlantique du Canada sera affectée, mais il n'y aura pas de caractère de gravité aux dommages occasionnés.

### Tempête tropicale Hanna
La genèse d'Hanna est complexe, résultat de l'interaction d'une onde tropicale avec une dépression de surface et un creux d'altitude dans le Nord Est du Golfe du Mexique. La neuxième dépression est défini le 12, pour être nommé Hanna quelques heures après. Mais le cyclone reste désorganisé, et peine à se creuser. Hanna touchera terre à la fronitière entre le Mississippi et l'Alabama. Hanna apportera malgré tout d'importantes précipitations jusqu'en Géorgie. Trois noyades lui ont été associées, ainsi que des dégâts estimés à 20 millions de dollars.

### Ouragan Isidore
Une onde tropicale venu de l'Afrique de l'Ouest traverse l'Atlantique à partir du 9 septembre. Cependant, la dixième dépression n'est formée que le 14 septembre au large du Venezuela. Elle touche alors terre au Nord de ce pays, et dégénère en onde tropicale. 
Le 17, l'onde tropicale, au-dessus de la mer des Caraïbes, reprend le statut de dépression tropicale Dix et le lendemain, elle devient la tempête tropicale Isidore juste au Sud de la Jamaïque. Le système continue de gagner en puissance, et devient un ouragan le 19 septembre. Il touche terre pour une première fois à l'extrême ouest de Cuba en tant qu'ouragan de catégorie 1. 
S'orientant à l'ouest en direction du Yucatán, Isidore se creuse de nouveau et atteint alors la catégorie 3 avec des vents soutenus à 110 nœuds et touche terre non loin de Mérida (Mexique). Isidore devient ainsi l'un des rares cyclones à frapper le Yucatan par le Nord. L'ouragan erre ensuite durant plus d'un jour sur la péninsule, avant de rejoindre le golfe du Mexique très affaibli. 
Isidore se dirige alors vers le Nord, et restera une tempête tropicale. Il touche une dernière fois terre à Grand Isle. Les conséquences du passage d'Isidore sont importantes. L'estimation chiffrée du montant des dégâts atteint 1,3 milliard de dollars. Il est également responsable de la mort de 22 personnes, et de nombreuses disparitions.  

### Tempête tropicale Josephine
Les restes d'une zone frontale stationnaire associé à une faible dépression donne naissance le 17 septembre à la onzième dépression tropicale. Les conditions sont défavorables, mais le nom de Josephine peut lui être attribué le lendemain. Remontant vers le Nord, elle rencontre des eaux plus froides et devient un cyclone extratropical avant de fusionner avec un cyclone plus vaste du côté de l'Islande.

### Ouragan Kyle
À 1 400 kilomètres au Sud-Est des Bermudes, un front froid forme une dépression qui voit sa convection augmentée petit à petit. Le 20 septembre, la dépression est suffisamment organisée pour être la dépression subtropicale 12. Continuant à se renforcer, elle devient une tempête subtropicale. Deuxième tempête subtropicale nommé (après Gustav), elle reçoit le nom de Kyle. La tempête se renforce alors graduellement, devient tempête tropicale le 22, ouragan de catégorie 1 le 23, et atteint son pic d'intensité le 26. Elle s'affaiblit alors et redevient une tempête tropicale. Par la suite, son intensité sera très fluctuante, et elle ne cessera d'osciller entre le statut de dépression tropicale et le statut de tempête tropicale. Son parcours est lui aussi erratique. Bien que Kyle se déplace globalement vers l'Est, elle effectuera plusieurs boucles. Elle touchera deux fois terre le 11 octobre, d'abord à McClellanville, puis à Long Beach. Kyle étant alors une très faible tempête tropicale, les dommages furent limités, estimés à 5 millions de dollars, et aucun mort ne fut signalé.     

### Ouragan Lili
Une onde tropicale émerge le 16 septembre de l'Afrique dans l'Atlantique. L'établissement d'une convection profonde sera lente. Le 21, la dépression accède au statut de treizième dépression tropicale. Le 23, la dépression est requalifiée de tempête tropicale Lili. Elle traverse alors l'arc Antillais et se disloque en onde tropicale le 25. Le 27, la réorganisation de l'onde est suffisante pour être à nouveau la tempête Lili. Jusqu'à présent, le cyclone se dirigeait vers l'Ouest Nord Ouest. Elle s'oriente alors plus franchement au Nord et prend de l'importance. Le centre du cyclone passe juste au Nord de la Jamaïque, mais des pluies torrentielles touchent l'île. L'intensification du cyclone se poursuit, et Lili devient un ouragan. Elle frappe deux fois Cuba dans la journée du 30, d'abord à l'Île de la Jeunesse, puis sur la côte de la Province de Pinar del Río, déjà éprouvée par le passage Isidore. Continuant son chemin au-dessus du Golfe du Mexique, Lili atteint la catégorie 4 avec des vents soutenus à 125 nœud. À l'approche de la Louisiane, Lili faiblit rapidement, et touche terre une dernière fois à Intracoastal city le 3 septembre. Elle sera absorbée le lendemain par une dépression extratropicale. 
Les petites Antilles seront relativement épargnées, mais la Jamaïque, Cuba et la Louisiane seront sévèrement touchés. Plusieurs dizaines de personnes sont mortes, et rien que pour les États-Unis, le coût fut d'au moins 860 millions de dollars.  

### Dépression tropicale Quatorze
Une onde tropicale traverse les Petites Antilles le 9 octobre. À 220 kilomètres au nord nord-est du Cap Gracias a Dios, elle devient la dépression tropicale 14. Remontant en direction du Nord Est sans jamais s'intensifier, elle frappe Cuba à Cienfuegos. Bien que les précipitations furent parfois importantes au-dessus de Cuba, de la Jamaïque et des îles Caïmans, il ne fut à déplorer ni victimes, ni dommages.